# 虎賁 (星官)
虎贲是中国古代星官名，属三垣之中的太微垣，命名自中國古代禁軍的虎賁衛。步天歌：“郎将虎贲居左右，常陈郎位居其后”。
虎贲有一星，现代星名为狮子座72。